# Wyrka
Wyrka (ukr. Вирка) – wieś na Ukrainie, w obwodzie rówieńskim, w rejonie sarneńskim, w hromadzie Sarny, nad rzeczką Wyrką.
W czasach zaboru rosyjskiego Wyrka była słobodą w gminie Stepań, w powiecie rówieńskim guberni wołyńskiej Imperium Rosyjskiego. Mieszkało tu 278 ludzi w 52 domach. Według spisu z 1906 r. w 52 domach żyło 529 mieszkańców.
W II Rzeczypospolitej miejscowość należała do gminy wiejskiej Stepań w powiecie rówieńskim, a od 1 stycznia 1925 roku – kostopolskim, województwa wołyńskiego. We wsi znajdował się kościół pw. Podwyższenia Krzyża Świętego, zniszczony w 1943 r.
W okresie rzezi wołyńskiej miejscowość w 1943 r. kilkukrotnie była miejscem zbrodni na tle etnicznym. W połowie lutego tegoż roku powstał tu oddział samoobrony pod dowództwem miejscowego nauczyciela Jana Skiby. Po podstępnym zamordowaniu ppor. Skiby 2 kwietnia 1943 r. komendę objął jego zastępca – Kazimierz Karpiński. Od maja na czele samoobrony w Wyrce stał Władysław Kochański, któremu nie udało się tu pozyskać ochotników do organizowanego przez siebie oddziału AK. Mieszkańcy wsi uznali bowiem, że są bardziej potrzebni na miejscu, do obrony miejscowości. Po ataku banderowców 16 lipca 1943 r. na Wyrkę w kolejnych dniach (16–18 lipca) toczyły się tu walki pomiędzy polską samoobroną a UPA.
W 1942 roku mieszkająca tutaj polska rodzina Janickich udzielała pomocy czworgu Żydom, a zimą 1942/1943 ukrywała ich w swoim gospodarstwie. W czasie ataków banderowskich na polskie osiedla Janiccy postanowili wyjechać na roboty w Niemczech i zabrali ze sobą Henię Henson, zapewniając jej fałszywe dokumenty. W 1995 roku Instytut Jad Waszem uhonorował za to tytułami Sprawiedliwych wśród Narodów Świata Michalinę i Cypriana Janickich.
Po wojnie wieś została odbudowana i zaludniona przez ludność ukraińską.
Przed reformą administracyjną Ukrainy w 2020 r. Wyrka leżała w rejonie kostopolskim, w radzie wiejskiej Werbcze Duże.
W miejscowości działa przedsiębiorstwo rolne zajmujące się uprawą zbóż i roślin technicznych.
O wsi i jej mieszkańcach w czasie II wojny światowej opowiada debiutancka powieść historyczna Wyrka. Utracony wołyński raj Małgorzaty Witko, napisana w formie fabularyzowanego reportażu, oparta na faktach, wydana przez Znak Horyzont w 2021 i 2022 r.